# Moshe Ha-Elion
Moshe Ha-Elion (Salónica, 26 de febrero de 1925-Israel, 1 de noviembre de 2022) fue un escritor israelí nacido en Grecia.

## Biografía
De origen sefardí, en la Segunda Guerra Mundial, sobrevivió al holocausto (estuvo en Auschwitz, Mauthausen, Melk, Ebensee y las marchas de la muerte).
Es autor del relato מיצרי שאול y tradujo la Odisea al ladino.